# Windust Caves

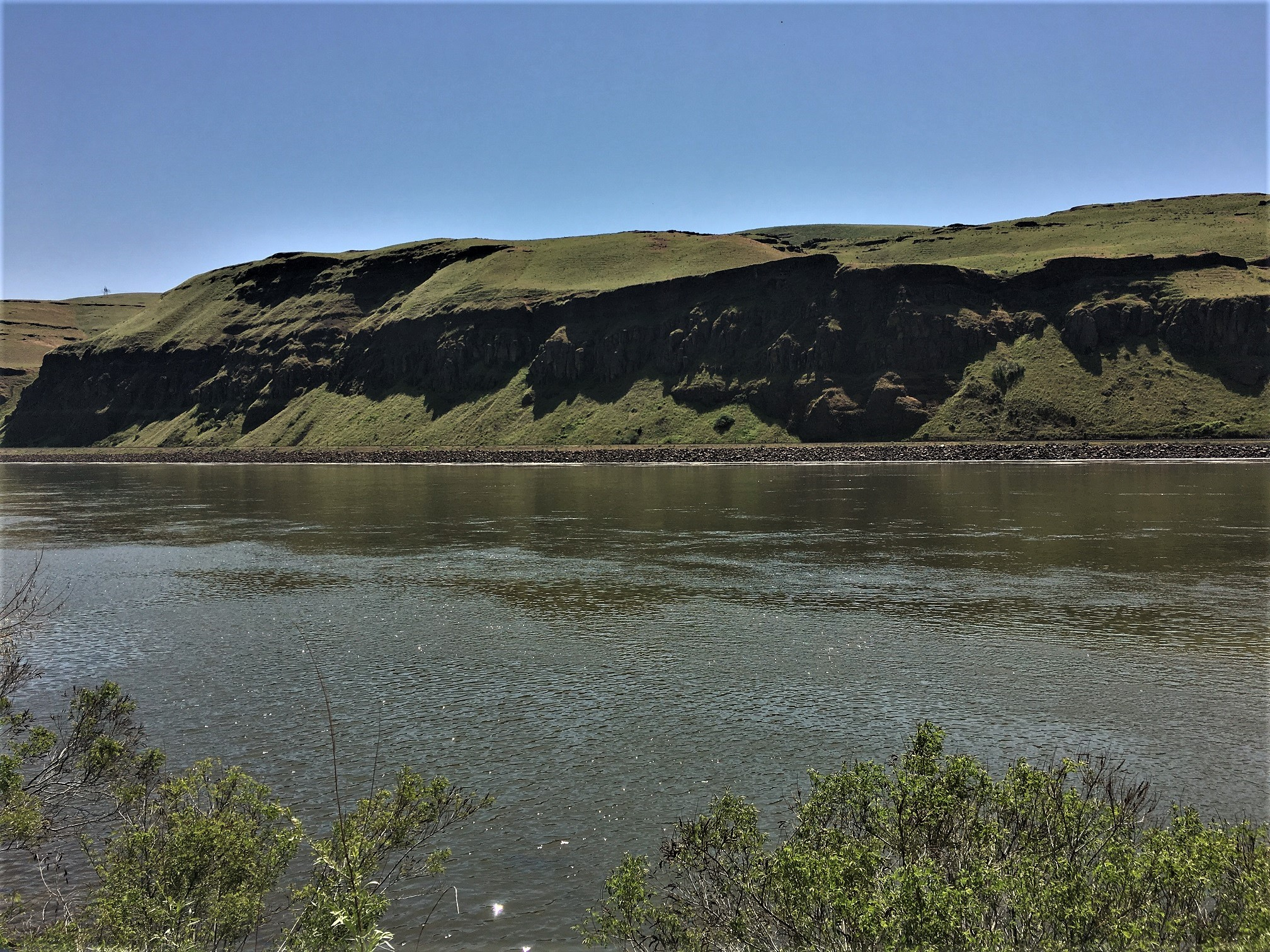
Kliff im Walla Walla County des Bundesstaates Washington

Bei den Windust Caves (Signatur 45-FR-46) handelt es sich um eine Gruppe von neun Höhlen in einem wenig mehr als 800 m langen Basaltkliff am Nordufer des unteren Snake River im US-Bundesstaat Washington. 1961 wurden die Höhlen durch die Fertigstellung des Ice Harbor Lock and Dam vollständig geflutet, wobei der Sacajawea-See entstand.

## Archäologische Erforschung
Die Höhlen wurden zwischen 1959 und 1961 unter Leitung von Harvey S. Rice von einem Archäologenteam in einer Notgrabung untersucht, die wegen des Baus eines Staudammes notwendig wurde. Nach der Höhle wird in Nordwestamerika die Windust phase benannt, von der man glaubte, sie würde von 8500 bis 5500 v. Chr. reichen; auf sie folgt die Cascade phase. Heute setzt man die beiden Phasen auf 10.000 bis 7000 v. Chr. bzw. 7000/6000 bis 3000 v. Chr. an. Seinerzeit waren die dort gefundenen Projektilspitzen die ältesten in Washington.
Die Höhlen wurden immer wieder als Unterschlupf von Jägern genutzt, die zahlreiche Projektilspitzen hinterließen, aber auch Atlatls genannte Speerschleudern, die auf 8500 bis 5500 v. Chr. datiert werden konnten.

### Schichten
Roald H. Fryxell konnte oberhalb des Basaltbodens zehn Straten ausmachen, wobei Stratum I keinerlei kulturelle Artefakte barg. Die älteste Nutzungsphase (Stratum II) weist starke Parallelen zum Marmes Rockshelter auf. Die Projektilspitzen ließen sich auf die Zeit zwischen 8500 und 6000 v. Chr. datieren. Stratum V wurde als ehemaliger midden interpretiert, der sich auf einem sandigen Strand erhob; Stratum VII barg Feuerstellenlinsen mit Abschlägen und organischen Überresten. Stratum VIII war steril und gehörte einer Phase an, in der sich Löß in der Höhle sammelte. Stratum IX wiederum barg zahlreiche Feuerstellen, zerbrochene Knochen, Pflanzenfasern und Reste von Holz. Stratum X gehört der Phase des Baus der Northern Pacific Railway an. Durch diesen Bau oberhalb der Fundstätte brachen in einigen Höhlen Deckenstücke ein, auch hatten Plünderer und Sammler den Fundort stark beschädigt.

## Archäologische Phasen oder Traditionen
Die Höhlen wurden bis zur Ankunft der Europäer durchgängig während fünf aufeinander folgender Phasen bewohnt und genutzt. Diese fünf Kulturen oder Traditionen ließen sich nur teilweise datieren. Aufgrund der Ähnlichkeiten mit einer Projektilspitze von einer Fundstätte bei The Dalles (Roadcut site) wurde eine entsprechende Spitze aus einer der Windust-Höhlen auf 9905 bis 8950 BP datiert; sie gehört damit Tradition I an. Tradition II, wozu die Schichten IV und V gehören, wurde auf 8950 bis 7450 BP datiert. Tradition III (der überwiegende Teil von Stratum VI) datiert auf 7450 bis 6450 BP. Hierzu gehören sogenannte Cascade points. Tradition IV (das obere Stratum VI und die untere Hälfte von Stratum VII), datiert auf 6450 bis 4450 BP, barg 32 Projektilspitzen. Diese Schicht gehört bereits der Phase nach der Eruption des Mazama-Vulkans an. Tradition V reicht von 4450 BP bis in die historische Zeit. Zu ihr gehört neben den oberen Schichten von Stratum VII auch Stratum IX. Hier konnte pressure flaking nachgewiesen werden. Diese überaus lange Tradition wurde in weitere Phasen unterteilt,  wie die Tucannon-, die Harder- und die Numípu-Phase.